# دعوة لتقديم عطاءات
إن الدعوة لتقديم عطاءات (invitation for bid)(IFB) أو دعوة للمناقصة (ITB) هي دعوة إلى المقاولين أو موردي الأجهزة، من خلال عملية المناقصة، لإرسال عرض حول مشروع معيّن يتم تحقيقه أو منتج أو خدمة يتم تقديمها. وتعد الدعوة لتقديم عطاءات بشكل عام هي طلب الحصول على عرض بالأسعار (RFQ). وتُركّز كل من الدعوة لتقديم عطاءات أو طلب الحصول على عرض بالأسعار على التسعير وليس على الأفكار أو المفاهيم.
وما لم يذكر غير ذلك، يحصل المقاول أو المورد صاحب أقل عطاء على التعاقد، شريطة أن يفي بـ الحد الأدنى للمعايير الخاصة بالمناقصة، وهذا على النقيض من طلب العرض، ففي هذه الحالة تكون هناك أسباب أخرى (التكنولوجيا المستخدمة، الجودة) قد تسبب أو تسمح باختيار أفضل عرض ثانٍ. ويكون طلب العرض عبارة عن طلب الحصول على سعر من مشترِ، إلا أن المشتري يتوقع أيضًا اقتراحات وأفكارًا عن كيفية عمل المشروع. ولهذا يركّز طلب العرض على أكثر من مجرد التسعير/التكلفة، حيث أنها تستلزم مجموعة من الاستشارات من المتعاقد أو المورد.